# Solenopsis fusciventris
Solenopsis fusciventris é uma espécie de formiga do gênero Solenopsis, pertencente à subfamília Myrmicinae.